# إعلان منح الاستقلال للبلدان والشعوب المستعمرة
إعلان منح الاستقلال للبلدان والشعوب المستعمرة المعروف أيضًا باسم قرار الجمعية العامة للأمم المتحدة 1514 هو قرار نص على منح الاستقلال للبلدان والشعوب المستعمرة، تبنته الجمعية العامة للأمم المتحدة خلال دورتها الخامسة عشرة في 14 ديسمبر 1960.
بموجب تصويت الجمعية على القرار أجمعت 89 دولة لصالحه مقابل لا اعتراض من قبل أي دولة، فيما امتنعت تسع دول عن التصويت كانت : أستراليا، بلجيكا، جمهورية الدومينيكان، فرنسا، البرتغال، إسبانيا، اتحاد جنوب أفريقيا، المملكة المتحدة والولايات المتحدة. وباستثناء جمهورية الدومينيكان، فإن بقية الدول التي امتنعت عن التصويت كانت قوى استعمارية.